# Nas wszech nadziejo przemieła
Nas wszech nadziejo przemieła – pieśń maryjna w języku polskim zapisana w 1435.
Pieśń znajdowała się w zaginionym Kancjonale Przeworszczyka. Zachowała się w odpisie Michała Juszyńskiego, w którym jej incipit brzmiał: Na wsze nadziejo przemieła. Według rekonstrukcji forma wersu mogła brzmieć: Nas wszech nadziejo przemieła.
Pieśń ma formę litanii, składającej się z dwóch części:
- część pierwsza – 26 wersów pisanych nieregularnym ośmiozgłoskowcem z rymami parzystymi. Składa się z jednowersowej inwokacji i 25 wersów zawierających pochwalno-metaforyczne określenia Maryi w większości zaczynające się od „tyś” (np. „kwiatem czystoty panieńskiej”, „weselem niebieskim”).
- część druga – czterowersowa odpowiedź Maryi kończąca się formułą nawiązującą do doksologii.